# GBH
G.B.H. (также GBH; Charged GBH) — британская стрит-панк-группа, образованная в 1979 году и стоявшая у истоков британского хардкора..

## История группы
Группа была образована в 1979 году в Бирмингеме, Англия, вокалистом Колином Аброллом (англ. Collin Abrahall), гитаристом Колином Блайтом (англ. Colin 'Jock' Blyth) и барабанщиком Энди Уильямсом (англ. Andy Williams). Лидер G.B.H. Колин Абролл заявляет, что толчком к занятию музыкой стала услышанная им по радио песня "Sheena Is a Punk Rocker" группы Ramones, и добавляет, что сам он изначально хотел быть похожим на Сида Вишеса и стать бас-гитаристом, но из-за неумения играть был вынужден занять место вокалиста. Басистом стал Шон МакКарти (англ. Sean McCarthy), который и предложил в качестве названия для группы взятую из уголовного кодекса аббревиатуру G.B.H. (Grievous Bodily Harm, рус. Тяжкие телесные повреждения) в связи с тем, что сам был осуждён по этой статье. Однако, поскольку уже существовала другая группа с таким названием, оно было изменено на Charged G.B.H. (рус. Инкриминированные тяжкие телесные повреждения). Слово "Charged" было убрано из названия в 1986 году, когда группа перешла на лейбл Captain Oi! Records.
Дебютный альбом City Baby Attacked by Rats (Clay Records, 1982), считается одним из наиболее влиятельных альбомов второй волны панк-рока. После его выхода G.B.H. — наряду с Discharge, Broken Bones, The Exploited и The Varukers — возглавили движение, известное как UK-82.
Ближе к середине 1980 годов звучание GBH заметно ужесточилось, они стали считаться одной из ведущих британских панк-метал-групп, но отошли в тень после появления таких групп, как Slayer, выстроивших на платформе панк-метала спид-/трэш-метал-звучание. Группа продолжает выступать и записываться, по-прежнему пользуясь авторитетом на хардкор-сцене Британии.
10 ноября 2008 года, выступая с Rancid в Ноттингеме, GBH объявили о том, что подписали новый контракт с лейблом Hellcat Records. Новый альбом группы Perfume & Piss вышел 6 апреля 2010 года

## Дискография

### Студийные альбомы
- 1982 — City Baby Attacked By Rats
- 1984 — City Baby’s Revenge
- 1986 — Midnight Madness & Beyond
- 1987 — No Need to Panic
- 1989 — A Fridge Too Far
- 1990 — From Here to Reality
- 1993 — Church of the Truly Warped
- 1997 — Punk Junkies
- 2002 — Ha Ha
- 2010 — Perfume And Piss[7]
- 2017 — Momentum